# Пішохідний провулок (Київ)
Пішохі́дний прову́лок — провулок у Печерському районі міста Києва, місцевість Чорна гора. Пролягає від Верхньогірської вулиці до тупика.

## Історія
Провулок виник у 1-й половині XX століття під сучасною назвою.